# Produto entrelaçado
Na teoria dos grupos, o produto entrelaçado é um produto especializado de dois grupos, baseado em um produto semidireto. Os produtos entrelaçados são usados na classificação de grupos de permutação e também fornecem uma maneira de construir exemplos interessantes de grupos.
Dados dois grupos A e H, existem duas variações do produto entrelaçado: o produto entrelaçado irrestrito {\displaystyle A{\text{Wr}}H} (também escrito {\displaystyle A\wr H} com o símbolo de latex \wr) e o produto entrelaçado restrito A wr H. Dado um conjunto Ω com uma ação de H, existe uma generalização do produto entrelaçado que é denotada por A WrΩ H ou A wrΩ H respectivamente.
A noção se generaliza para semigrupos e é uma construção central na teoria da estrutura de Krohn-Rhodes de semigrupos finitos.

## Definição
Sejam A e H grupos e Ω um conjunto sobre o qual H age (pela direita). Seja K o produto direto
{\displaystyle K=\prod _{\omega \in \Omega }A_{\omega }}
de cópias de Aω := A indexadas pelo conjunto Ω. Os elementos de K podem ser vistos como sequências arbitrárias (aω) de elementos de A indexados por Ω com multiplicação componente a componente. Então a ação de H sobre Ω se estende de forma natural a uma ação de H sobre o grupo K por
{\displaystyle h(a_{\omega }):=(a_{h^{-1}\omega }).}
Então, o produto entrelaçado A WrΩ H de A por H é o produto semidireto K ⋊ H. O subgrupo K de A WrΩ H é chamado de base do produto entrelaçado.
O produto entrelaçado restrito A wrΩ H é construído da mesma maneira que o produto entrelaçado irrestrito, exceto pelo uso da soma direta
{\displaystyle K=\bigoplus _{\omega \in \Omega }A_{\omega }}
como base do produto entrelaçado. Neste caso, os elementos de K são sequências (aω) de elementos de A indexadas por Ω, em que todos, exceto uma quantidade finita dos aω, são o elemento neutro de A.
No caso mais comum, considera-se Ω := H, em que H atua de maneira natural sobre si mesmo por multiplicação à esquerda. Neste caso, os produtos entrelaçados irrestrito e restrita podem ser denotados por A Wr H e A wr H respectivamente. Isso é chamado de produto entrelaçado regular.

## Notação e convenções
A estrutura do produto entrelaçado de A por H depende do H- conjunto Ω e, no caso de Ω ser infinito, também depende de ser usado o produto entrelaçado restrito ou irrestrito. No entanto, na literatura, a notação utilizada pode ser deficiente e deve-se atentar para as circunstâncias.
- Na literatura, A≀ΩH pode representar o produto entrelaçado irrestrito A WrΩ H ou o produto entrelaçado restrito A wrΩ H.
- Da mesma forma, A≀H pode representar o produto entrelaçado regular irrestrito A Wr H ou o produto entrelaçado regular restrito A wr H.
- Na literatura, o H-conjunto Ω pode ser omitido da notação mesmo se Ω ≠ H.
- No caso especial em que H = S n é o grupo simétrico de grau n, é comum na literatura assumir que Ω = {1, ..., n} (com a ação natural de Sn) e então omitir Ω da notação. Ou seja, A≀S n comumente denota A≀{1, ..., n }Sn em vez do produto regular entrelaçado A≀SnSn. No primeiro caso, o grupo de base é o produto de n cópias de A, no último caso é o produto de n! cópias de A.

## Propriedades

### Coincidência dos produtos entrelaçados irrestrito e restrito quando Ω é finito
Uma vez que o produto direto finito de grupos é o mesmo que a soma direta finita de grupos, segue-se que o A WrΩ H irrestrito e o produto entrelaçado restrito A wrΩ H coincidem se o H-conjunto Ω é finito. Em particular, isso é verdade quando Ω = H é finito.

### Subgrupo
A wrΩ H é sempre um subgrupo de A WrΩ H.

### Propriedades da cardinalidade
Se A, H e Ω são finitos, então
|A≀ΩH| = |A||Ω||H|.

### Teorema da inclusão universal
Teorema da inclusão universal: Se G é uma extensão de A por H, então existe um subgrupo do produto entrelaçado irrestrito A≀H que é isomorfo a G. Isso também é conhecido como teorema de inclusão de Krasner-Kaloujnine. O teorema de Krohn-Rhodes diz respeito ao que é basicamente o equivalente disso para semigrupos.

## Ações canônicas de produtos entrelaçados
Se o grupo A age sobre um conjunto Λ, então existem duas maneiras canônicas de usar Ω e Λ para construir conjuntos em que A Wr Ω H (e, portanto, também A wrΩ H) possa agir.
- A ação imprimitiva do produto entrelaçado em Λ × Ω.

If ((aω), h) ∈ A WrΩ H e (λ,ω′) ∈ Λ × Ω, então
{\displaystyle ((a_{\omega }),h)\cdot (\lambda ,\omega '):=(a_{h(\omega ')}\lambda ,h\omega ').}
- A ação primitiva do produto entrelaçado em ΛΩ.

Um elemento em ΛΩ é uma sequência (λω) indexada pelo H-conjunto Ω. Dado um elemento (( aω ), h) ∈ A WrΩ H, sua operação em (λω) ∈ ΛΩ é dada por
{\displaystyle ((a_{\omega }),h)\cdot (\lambda _{\omega }):=(a_{h^{-1}\omega }\lambda _{h^{-1}\omega }).}

## Exemplos
- O grupo Lamplighter é o produto entrelaçado restrito ℤ2≀ℤ.
- ℤm≀Sn (grupo simétrico generalizado).

A base deste produto entrelaçado é o produto direto
ℤmn = ℤm × ... × ℤm
de n cópias de ℤm em que a ação φ : Sn → Aut(ℤmn) do grupo simétrico Sn de grau n é dada por
φ(σ)(α1, ..., αn) := (ασ(1), ..., ασ(n)).
- S2≀Sn (grupo hiperoctaédrico).

A ação de Sn em {1, ..., n } é como acima. Como o grupo simétrico S2 de grau 2 é isomórfico a ℤ2, o grupo hiperoctaédrico é um caso especial de um grupo simétrico generalizado.
- O menor produto entrelaçado não trivial é ℤ2≀ℤ2, que é o caso bidimensional do grupo hiperoctaédrico acima. É o grupo de simetrias do quadrado, também denominado Dih4, o grupo diedral de ordem 8.
- Seja p primo e seja n≥1. Seja P um p-subgrupo de Sylow do grupo simétrico Spn. Então P é isomorfo ao produto entrelaçado regular iterado Wn = ℤp≀ℤp≀...≀ℤp de n cópias de ℤp. Aqui W1 : = ℤp e Wk : = Wk−1≀ℤ p para todo k ≥ 2.[6][7] Por exemplo, o 2-subgrupo de Sylow de S4 é o grupo ℤ2≀ℤ2 acima.

- O grupo do cubo de Rubik é um subgrupo de índice 12 no produto de produtos entrelaçados, (ℤ3≀S8) × (ℤ2≀S12), cujos fatores correspondem às simetrias dos 8 cantos e das 12 arestas.

- O grupo de transformações que preservam a validade de Sudoku contém o produto entrelaçado (S3≀S3)≀ℤ2, em que os fatores são a permutação de linhas/colunas dentro de uma faixa ou pilha de 3 linhas ou 3 colunas (S3), a permutação das próprias faixas/pilhas (S3) e a transposição, que intercambia as linhas e colunas (ℤ2).